# 錫德諾 (密歇根州)
錫德諾（英語：Sidnaw）是位於美國密歇根州霍頓縣鄧肯鎮區的一個非建制地區。

## 地理
錫德諾所處的海拔為高於海平面417米（即1368英呎），而該地所採用的時區為UTC-5，即北美东部時區（EST）。同時該地設有夏令時間，為UTC-5調快一小時，即UTC-4（EDT）。